# Willoughby Wallace Hooper

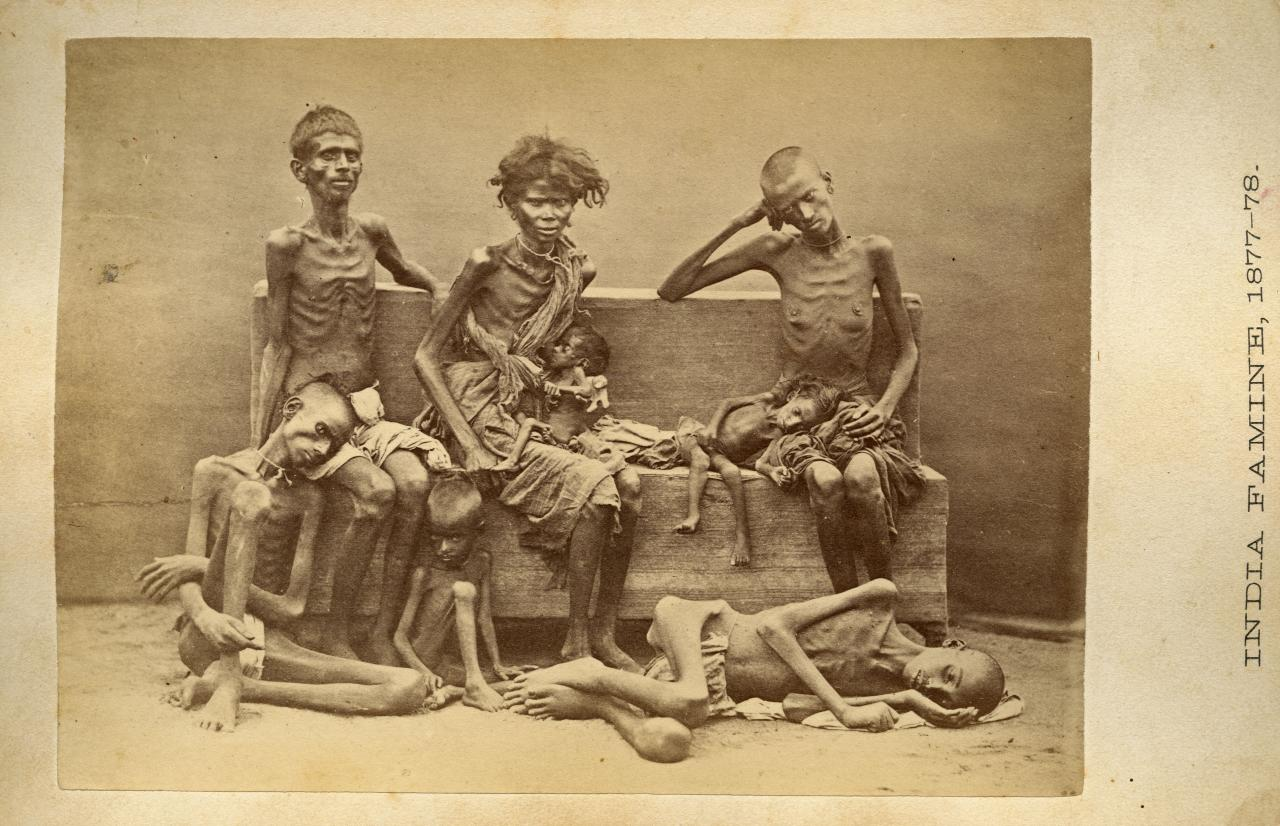
Oběti hladomoru v Madrasu, kolem roku 1877

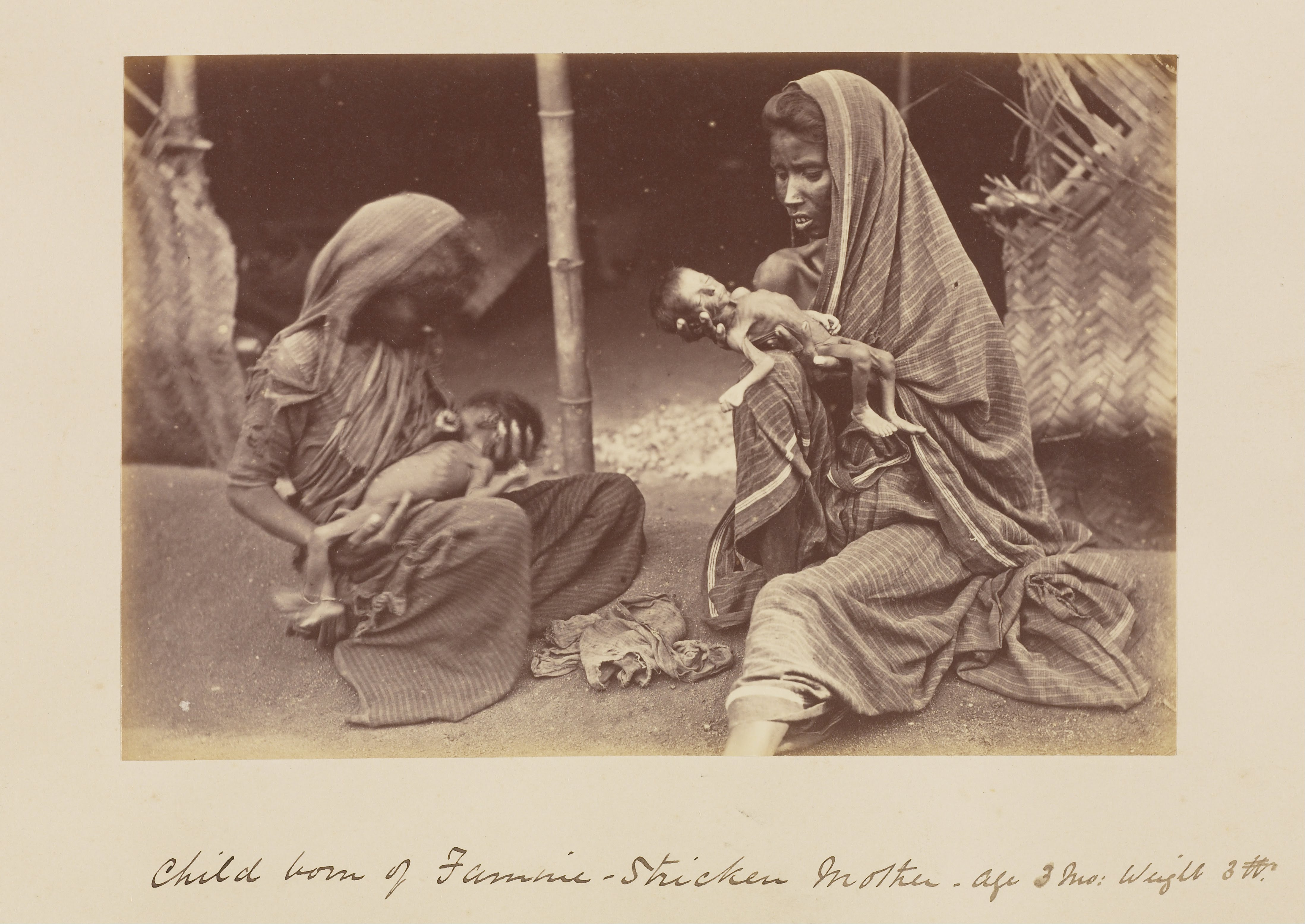
Novorozenci během hladomoru, Madras, 1877

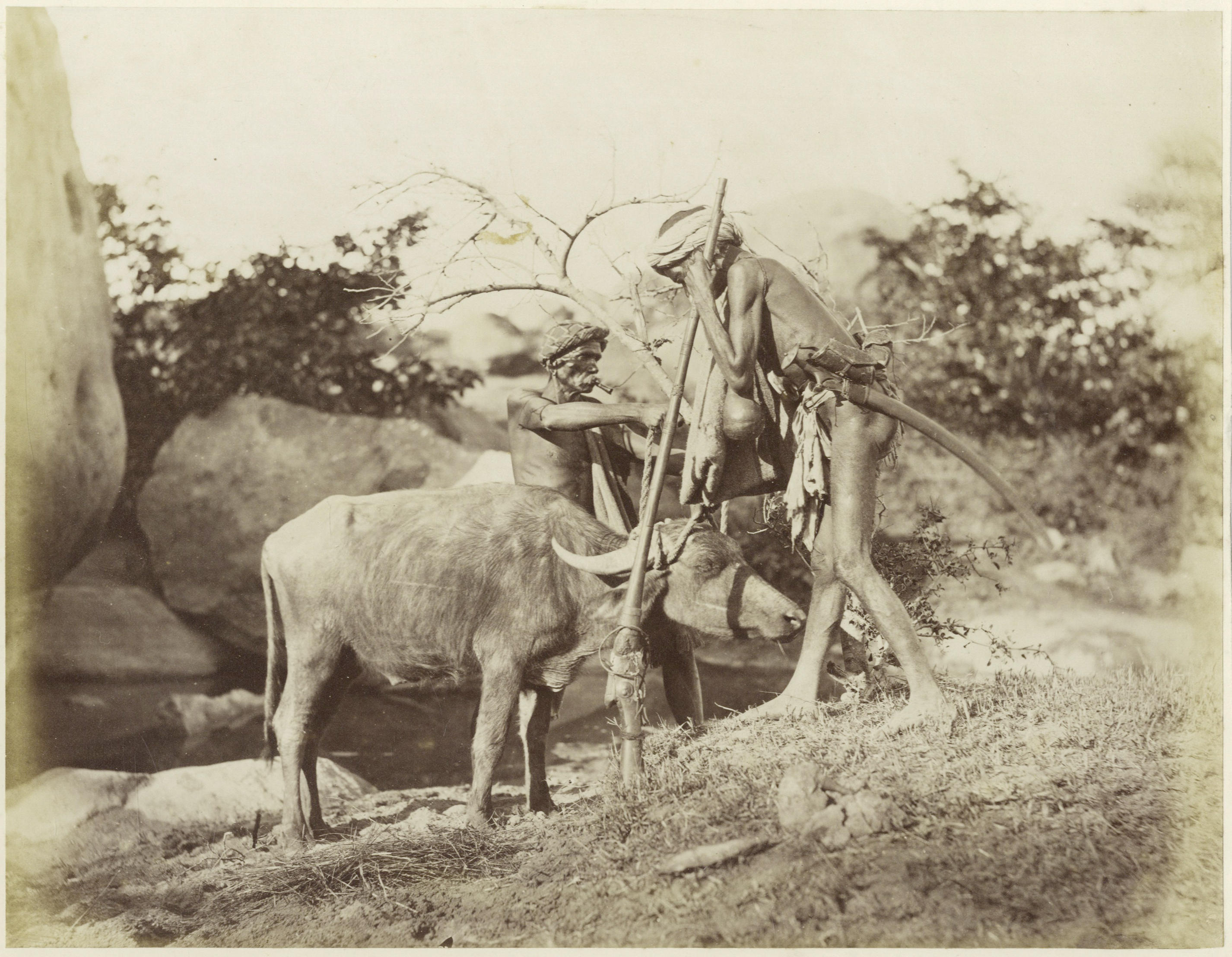
Vodní buvol je přivazován, aby posloužil jako potrava tygrovi, 1875

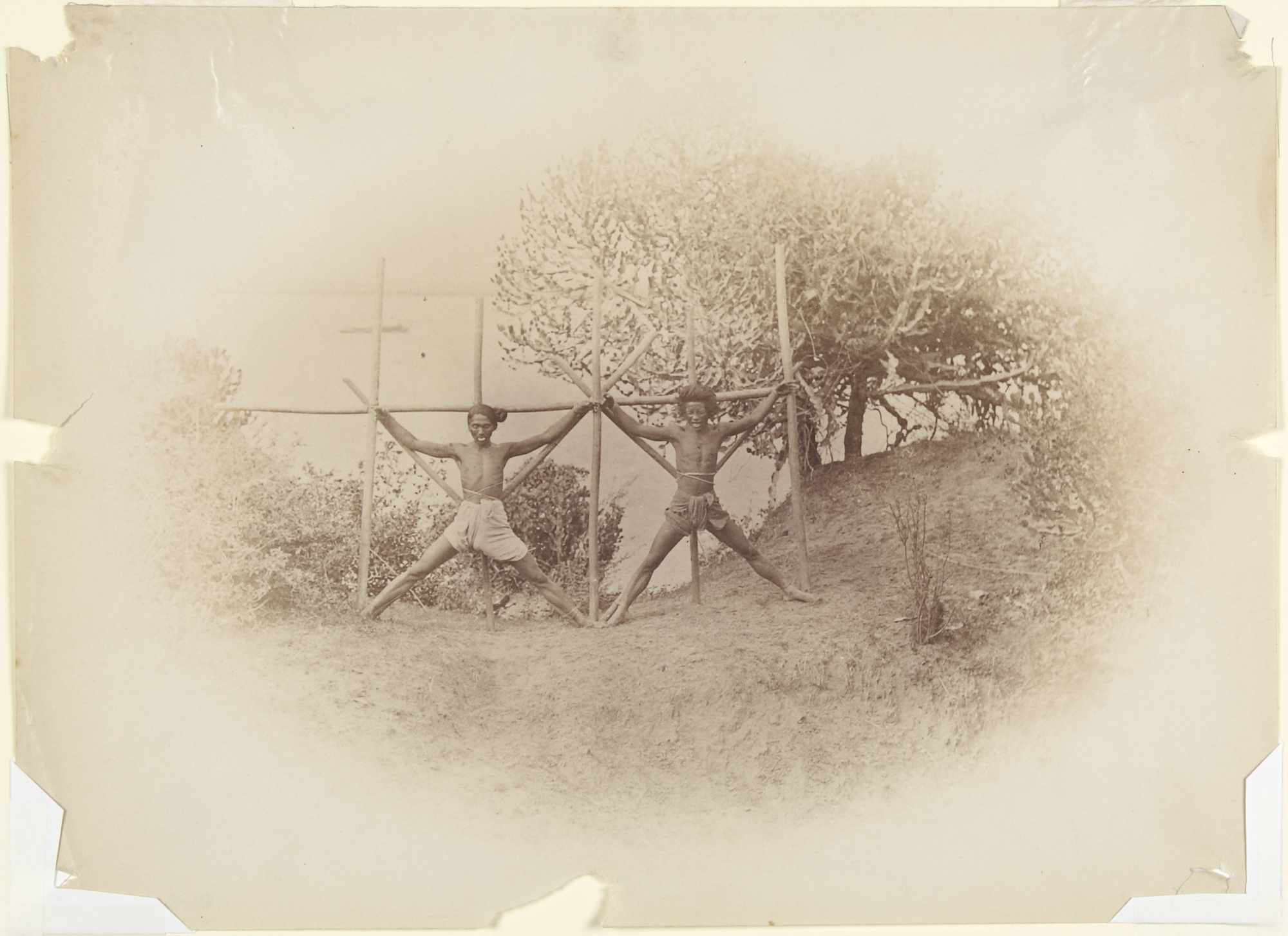
Barmští disidenti těsně před popravou zastřelením, 1885–1886

Willoughby Wallace Hooper (1837, Londýn – 21. dubna 1912, Kilmington poblíž Axminsteru v Anglii) byl anglický vojenský fotograf. Během britské okupace se stal známý svými fotografiemi obyvatel Barmy a Indů. Hooper přispěl základním vizuálním materiálem pro etnicky – rasistické osmidílné dílo The People of India (publikováno 1868–1875). Dokumentoval hladomor v Indii v letech 1876–1879, pořizoval portréty hladovějících lidí upravené ve stylu buržoazních rodinných fotografií. Jeho fotografie indického lovu tygrů zdobily pouliční lampy v Anglii. V roce 1886 se Hooper dostal pod vlnu kritiky veřejnosti poté, co zdokumentoval a zveřejnil fotografii z popravy povstalců v Mandalaji.

## Životopis
Willoughby Wallace Hooper byl synem Thomase a Marie Hooperových z Brixtonu. Dne 19. května 1837 byl pokřtěn v kostele svatého Marka v Kenningtonu. Po ukončení školy v Ramsgate nastoupil v roce 1853 na pozici sekretáře v East India House. V roce 1858 byl povolán do lehké kavalérie v Indii, v roce 1859 se stal poručíkem a nakonec v roce 1884 podplukovníkem. V roce 1896 odešel do důchodu a zemřel svobodný v roce 1912 v Devonu v jihozápadní Anglii.
Po třetí britsko-barmské válce v roce 1885 byla Barma zcela podmaněna Velkou Británií a 1. ledna 1886 se stala součástí Britské Indie. Poslední barmský král, Thibaw Min, byl se svou rodinou vyhoštěn britskou okupací v Indii, kde také zemřel. Koloniální správa narazila na obrovský odpor Barmánců masivními vyhlazovacími kampaněmi proti celým vesnicím a městům.
Jako amatérský fotograf měl Hooper při nástupu do práce svůj fotoaparát. Členové vedení 7. Kavalérie Madras, ke které patřil, si brzy uvědomili jeho talent a propustili ho z vojenské služby. Hooperovy fotografie ocenil také generální guvernér a místopředseda britské Indie Lord Canning. Od té doby Hooper cestoval s vojáky a stal se jejich vojenským fotografem. Asi v roce 1870 založil spolu se svým kolegou Georgem Westernem společnost Hooper and Western, aby mohl své fotografie prodávat. Dvanáctidílná série „Tiger Shooting“, lovu tygrů z doby kolem roku 1872 byla velkým prodejním úspěchem. Přesto Hooper zůstal u armády. Stále častěji se věnoval sociálním otázkám, například hladomoru v roce 1878. Jeho perspektiva vždy byla z pohledu koloniálních vládců, kteří se dívají dolů na exotické, podřadné lidi. Anglický satirický časopis Punch publikoval karikaturu Hoopera s hladovějícími lidmi, s poznámkou, že při vytváření „krásných“ portrétních kompozic nejevil nebohým žádnou náklonnost.

## Fotografie popravy v Mandalaji
Díky technologii citlivějších fotografických desek chtěl během programu „WW Hooper“ zaznamenávat scény s krátkými expozičními časy. Zúčastnil se 3. Barmské války v letech 1885–1886 jako policista (probošt Marshall) a zažil prudký odpor místních bojovníků. Došlo k mnoha popravám. Hooper vnímal fotografie z popravy zastřelením vězňů jako vhodné pro vyčerpání jeho krátkých expozičních časů a pořízení dosud nezaznamenaného dokumentu doby. Podle jeho vlastního popisu chtěl ukázat obličejové rysy a výrazy mužů vteřinu před tím, než je zasáhnou kulky.
Jeho fotografie popravy povstaleckých Barmánců v Mandalaji počátkem roku 1886 způsobila rozruch u vojáků, ale také v politických kruzích ve Velké Británii. Mimo jiné se o této události diskutovalo ve sněmovně 23. února a vojenské slyšení proběhlo 19. března, kde Hooper mimo jiné argumentoval tím, že byl na popravě v civilu. Místokrál indické kolonie, Frederick Hamilton-Temple-Blackwood, vznesl proti němu vážné obvinění.
Byl obviněn ze dvou samostatných trestných činů. Nejprve se pokusil přimět vězně k přiznání tím, že se mu vyhrožoval popravou. Za druhé – a mnohem závažnější – Hooper se domlouval se střelci z popravčí čety, že by měli vložit menší zpoždění před povelem „pal!“, aby mohl sundat krytku z objektivu. Expoziční čas byl řízen sundáním a nasazením krytky objektivu. Na jednání Hooper všechno popřel a sdílel svůj názor s redakcí Times:
„Fotoaparát byl instalován na místo před příchodem vězňů ke zdi.“ Měli zavázané oči, takže o fotoaparátu nemohli vědět. Slova příkazu k palbě nebyla v žádném případě načasována takovým způsobem, aby stačila k odhalení desky, protože k tomu došlo bez prodlení. Slova rozkazu Kommandos ‚Připravit! Pozor! Pal!‘ byly dány hlavním důstojníkem v souladu s předpisy pro popravu zastřelením a mezi slovy ‚Pozor!‘ a ‚Pal!‘ nebylo žádné zpoždění.“
Aby zdůraznil význam fotografie pro potomky, Hooper uzavřel diskusi slovy:
„Ještě nikdo před tím se vyfotografovat popravu nepokusil.“
Zpravodaj Rangoon Gazette a London Gazette řekl před měsícem novinářům Times, že byl svědkem popravy, a viděl, jak před rozkazem „Pal!“ udělalo komando několik sekund pauzu, ve které “nadšený amatérský fotograf„ odstranil krytku z objektivu.
Na vojenském slyšení byl Hooper uznán jako vinen. Důsledkem bylo pozastavení jeho služby, ale díky jeho „velkým zásluhám“ jako důstojníka v koloniální válce to znamenalo prakticky oficiální napomenutí a dočasné snížení platu.
Po tomto případu skončila kariéra „plukovníka Hooperse“.

## Publikace
- The People of India: A Series of Photographic Illustrations, with Descriptive Letterpress, of the Races and Tribes of Hindustan. (Lidé v Indii: Série fotografických ilustrací ras a kmenů Hindustánu s popisným knihtiskem), 8 svazků s mnoha Hooperovými fotografiemi. Londýn 1868–1875
- Burmah: a series of one hundred photographs. Londýn 1887
- Lantern Readings illustrative of the Burmah Expeditionary Force and manners and customs of the Burmese. Londýn; Derby 1887
- Lantern reading: Tiger shooting in India, Londýn 1887

## Galerie

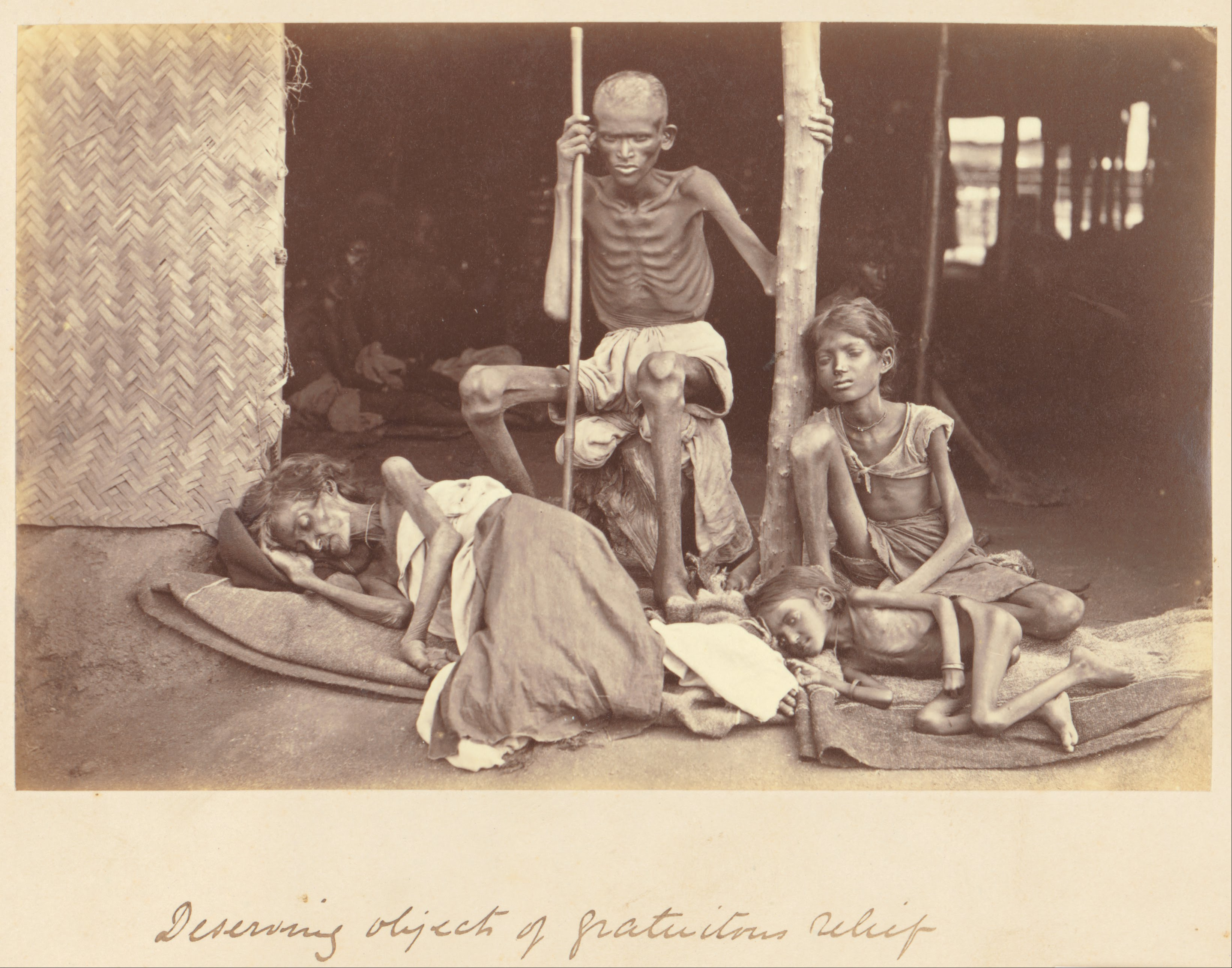
Lidé trpící hladomorem, asi 1877
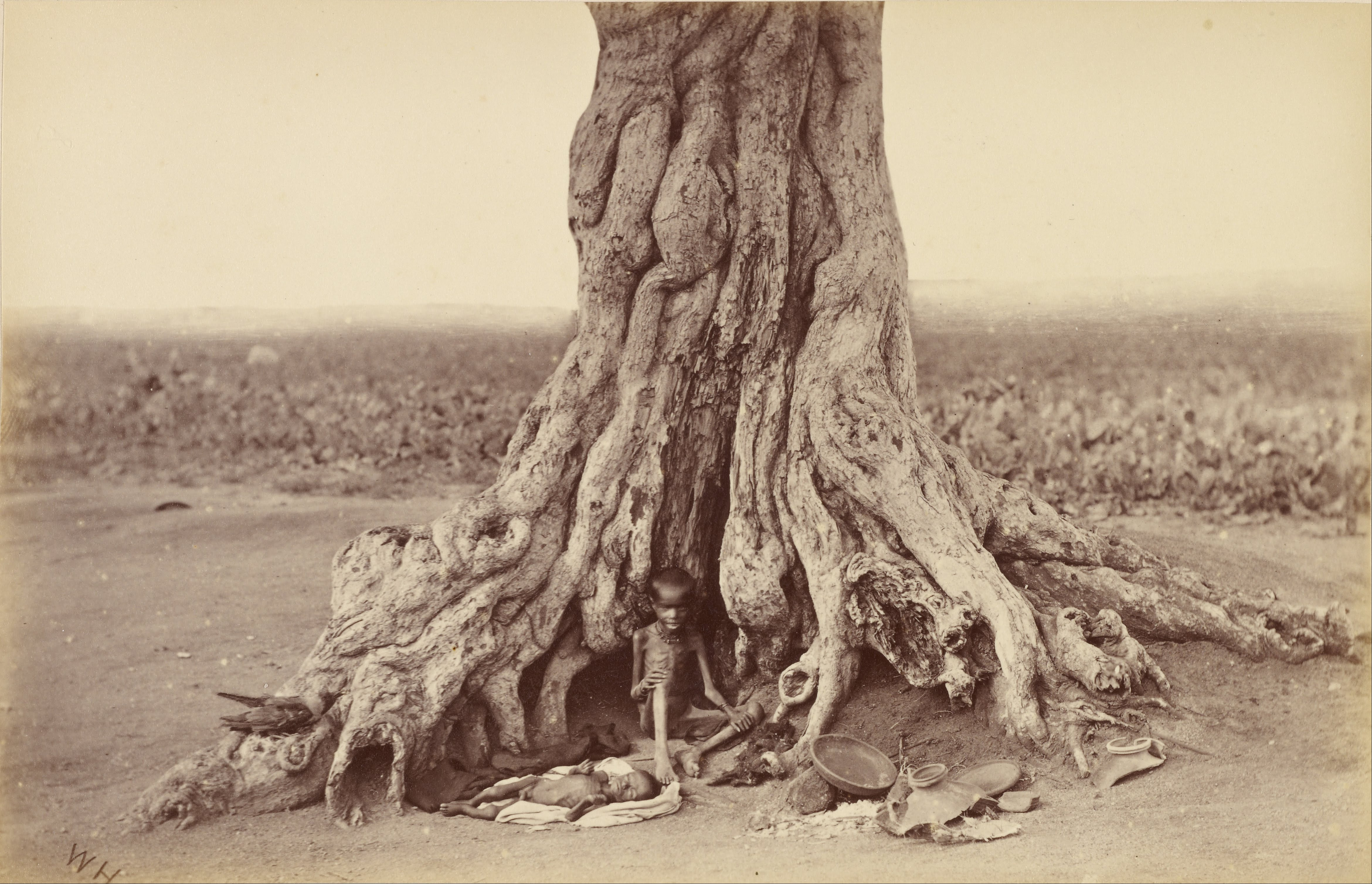
Forsaken, asi 1877
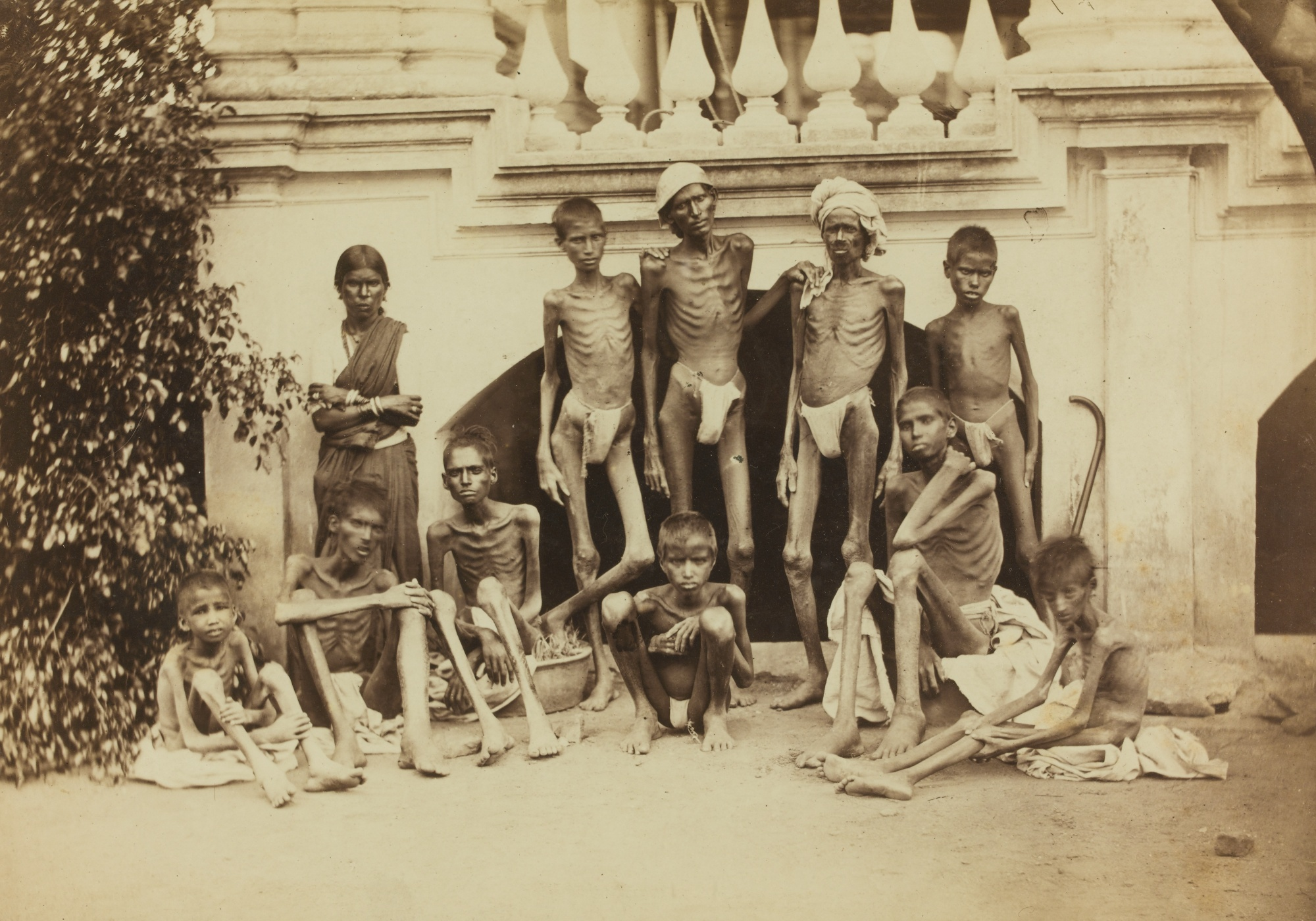
Lidé trpící hladomorem, asi 1877
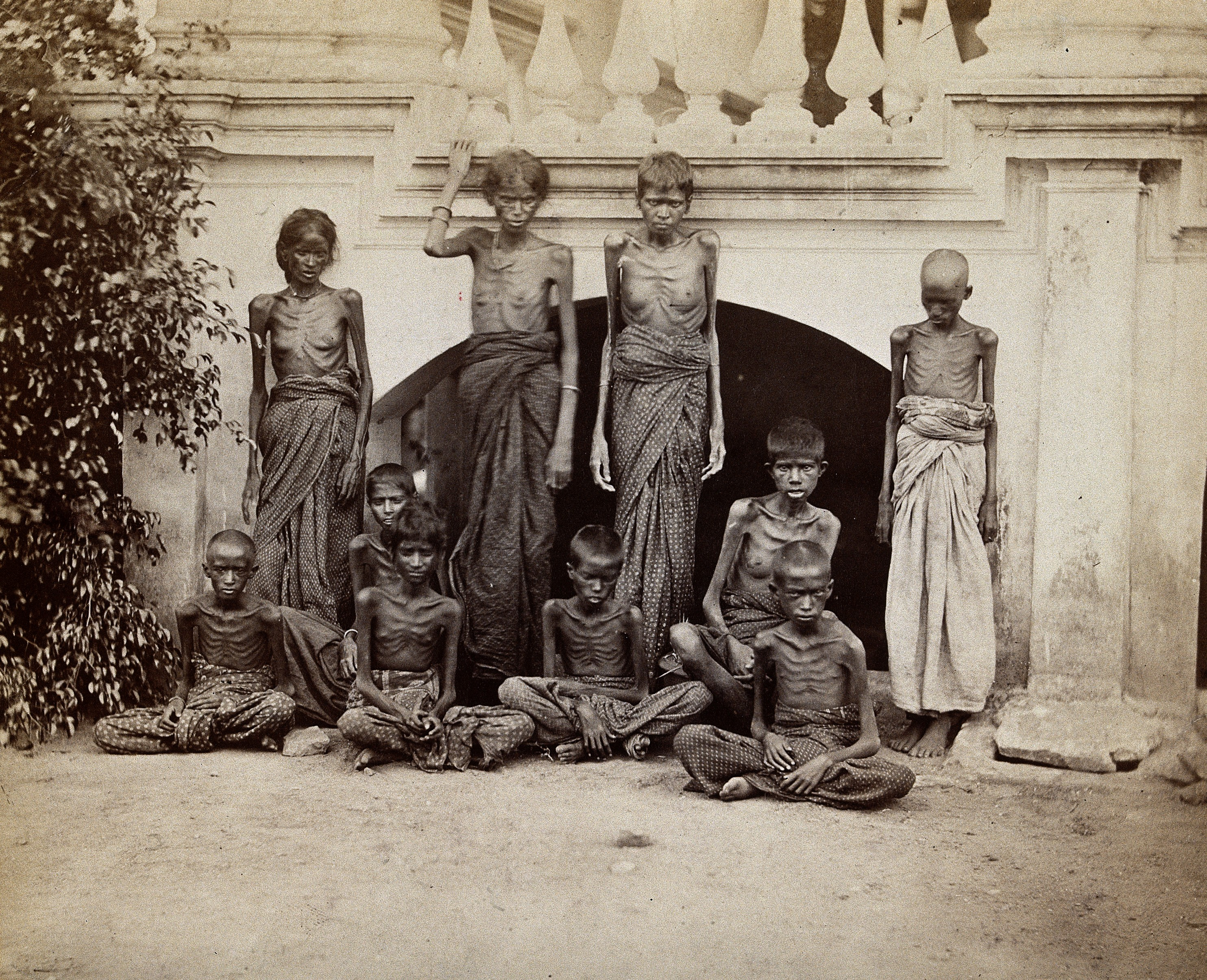
Genocida hladomoru v Indii pod britskou koloniální nadvládou, skupina vyhublých žen, Bangalore
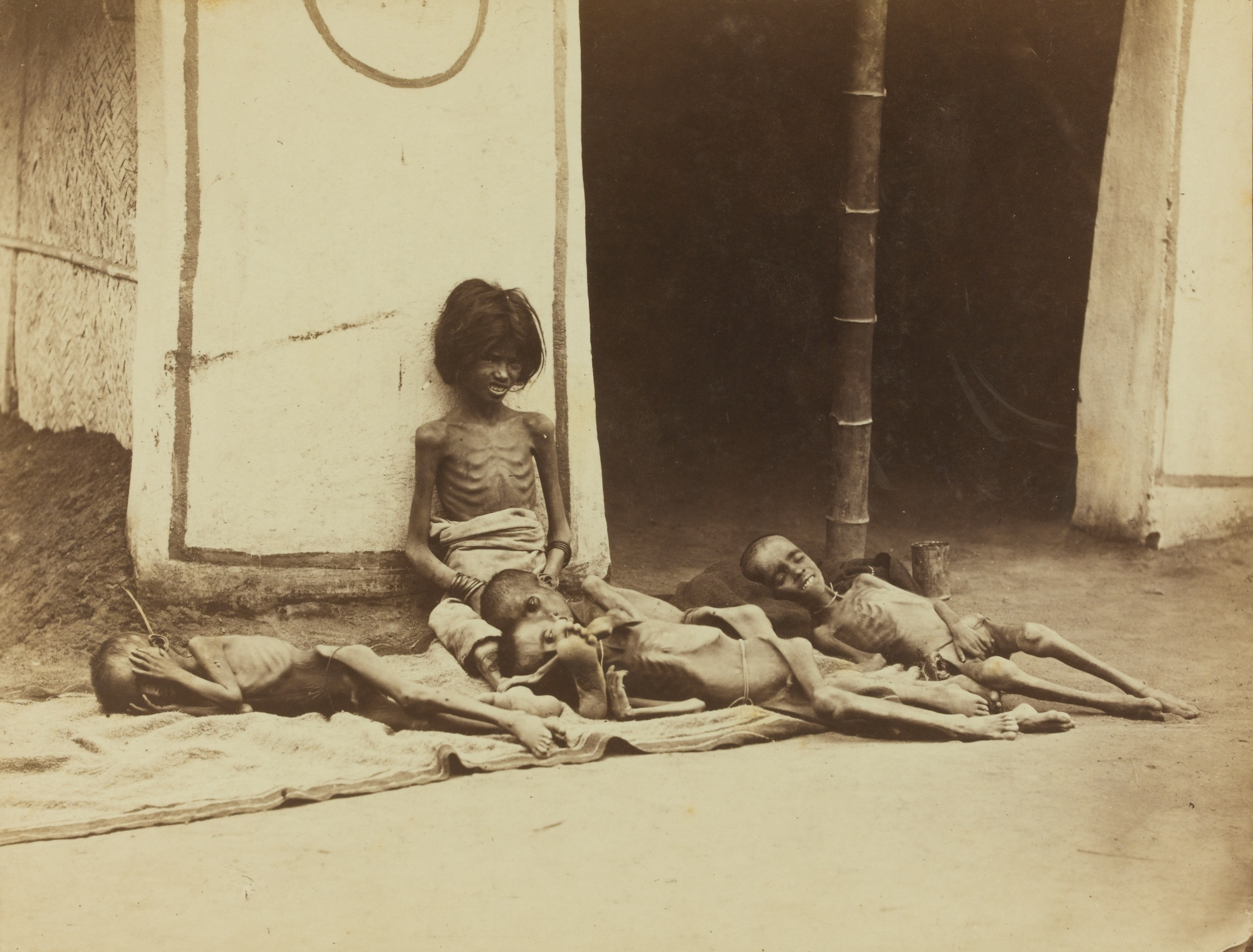
Genocida hladomoru v Indii pod britskou koloniální nadvládou, Madras
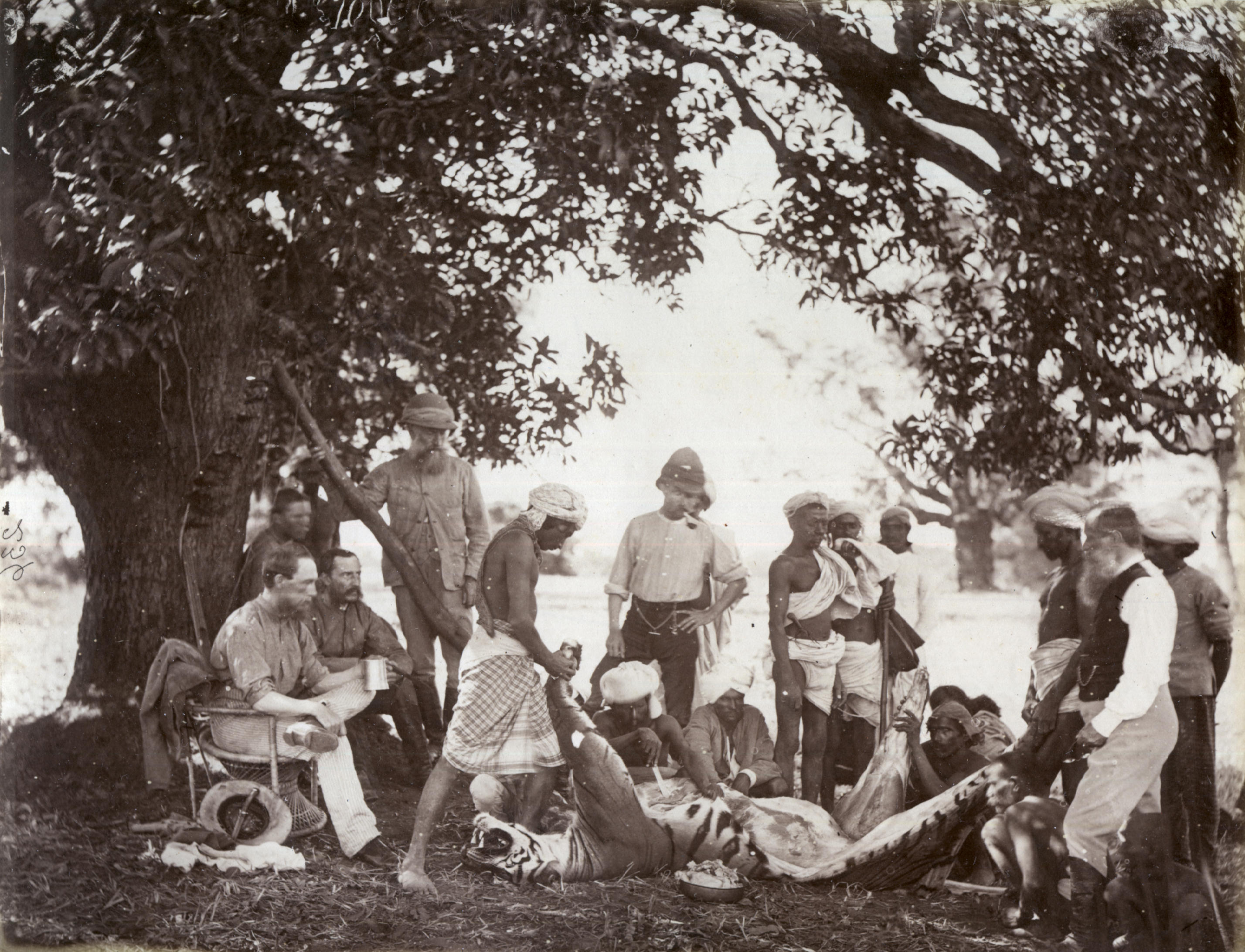
Lov tygrů v Britské Indii, pytláci chtějí hlavně trofeje – kůži a hlavu
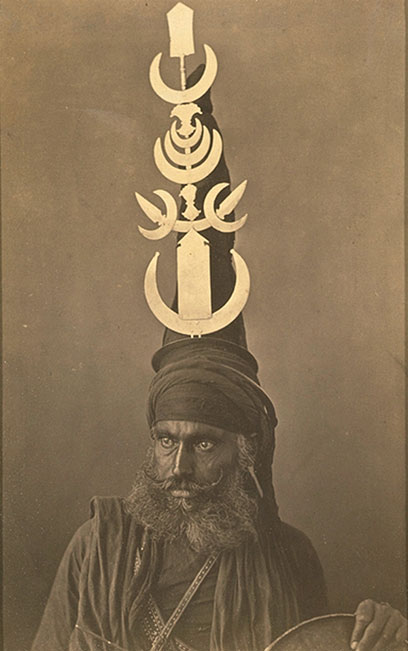
Sikh z Indie, 1860–1870
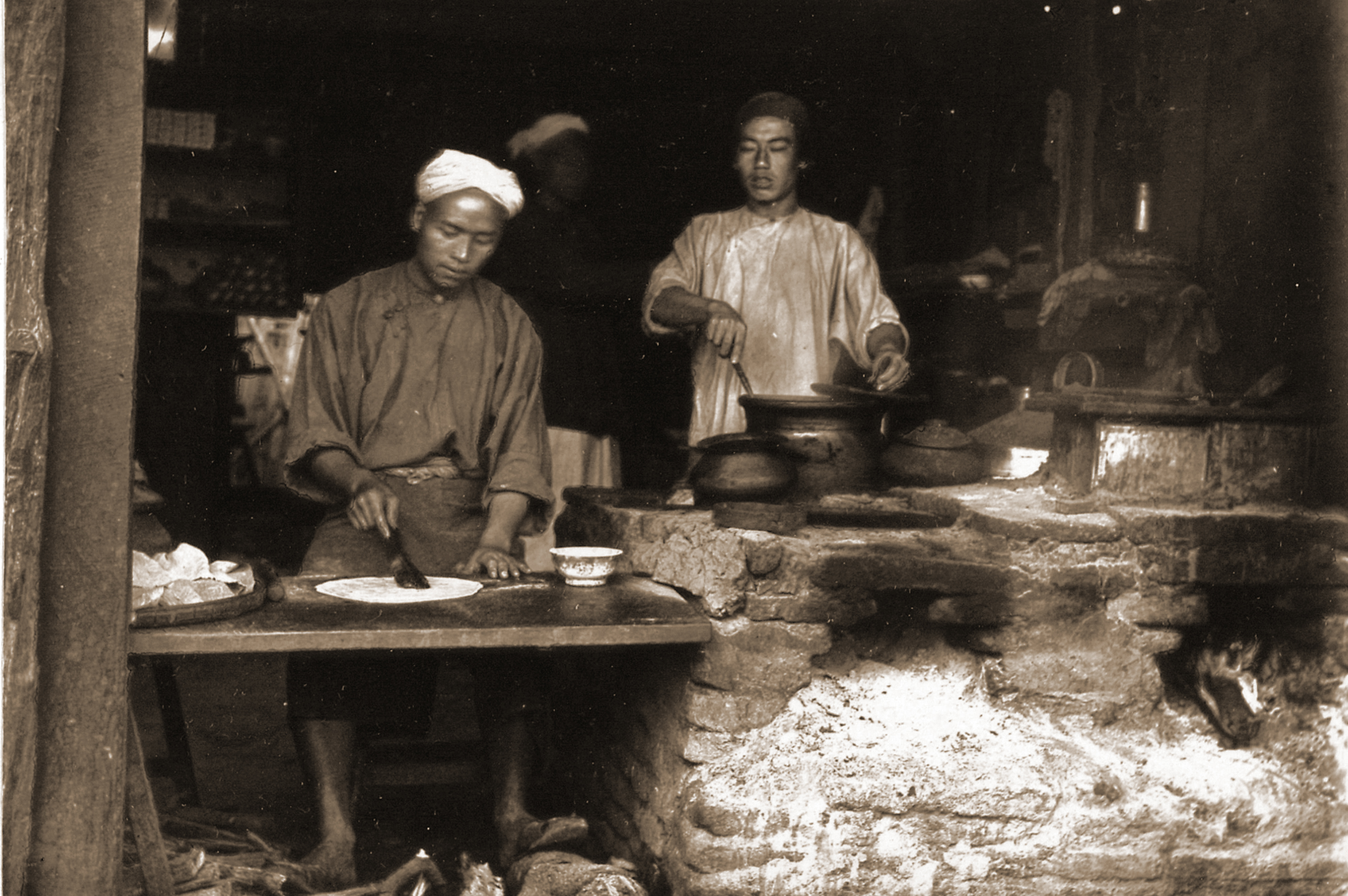
Pekařský obchod, čínská čtvrť Mandalaj
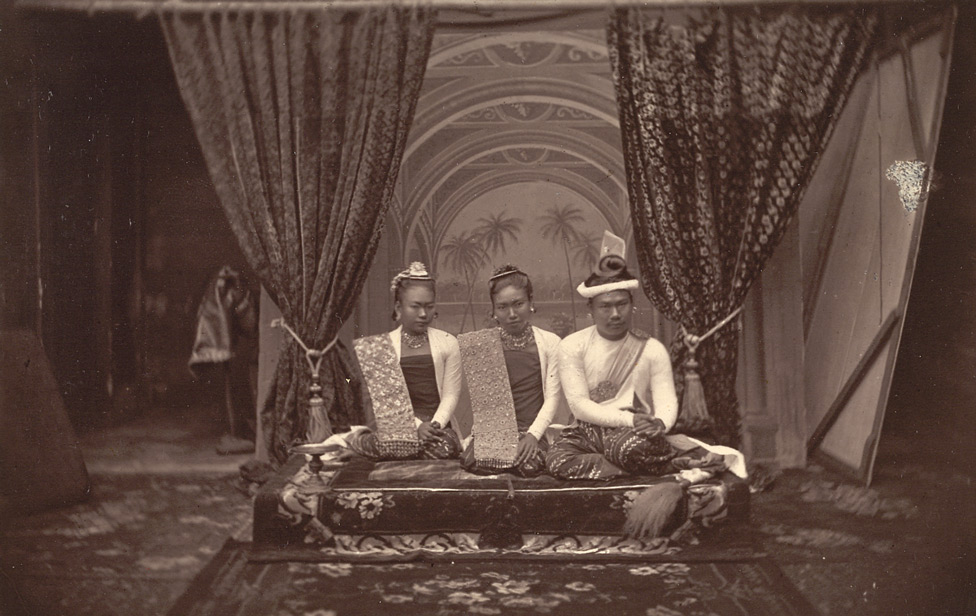
Thipoa Min byl posledním králem barmské dynastie Konbaung (Myanmar) a také posledním barmským panovníkem v dějinách země. Jeho vláda skončila, když Barma byla poražena silami Britského impéria ve třetí anglo-barmské válce, dne 29. listopadu 1885, před oficiální anexí dne 1. ledna 1886. Na snímku je král Thipoa, královna Supayalat (?) a její sestra princezna Supayaji (?), listopad 1885.
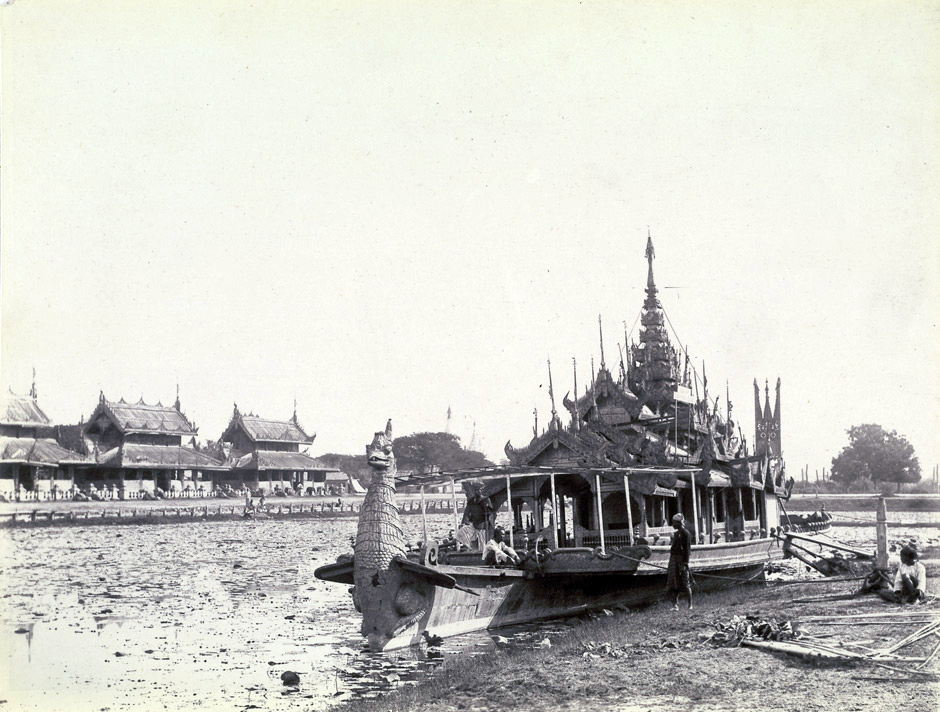
Královský člun krále Thipoa, Mandalaj